# 直田姫奈
直田 姫奈（すぐた ひな、1995年4月17日 - ）は、日本の女性声優、歌手。兵庫県出身。東京俳優生活協同組合所属。

## 経歴
アニメの制作側に参加したい思いから声優業を志す。関西で声優養成所に通った後に保育士として働いたものの、上京して2017年春「Animo Actors Source」に1期生として入所。
2018年にリリースされたアプリゲーム『消滅都市2』にてハルカ役を演じ、声優デビューを果たした。声優ユニット・SPR5の一員としても音楽活動を行っており、2018年6月には同ユニットとしては初となるイベントを開催した。
2020年より、『BanG Dream!』プロジェクトのバンドユニット「Morfonica」の桐ヶ谷透子役を担当する。現実にバンド活動を行うこととなり、直田はギターを担当する。
2019年2月より隔週木曜にSHOWROOMで配信をしていたが、2021年6月より冠番組となる「直田姫奈の#ひなまるーむ」としてニコニコチャンネルにて配信を始める。
2022年、第9回Yahoo!検索大賞声優部門で9位を獲得。
2023年、第17回声優アワードで、新人声優賞を受賞した。
2023年4月末をもってアニモプロデュースを退所、フリー期間を経て、6月1日より東京俳優生活協同組合に所属。
2024年1月7日、日本コロムビアより、ソロアーティストデビューを発表。自身の誕生日てある4月17日にデビューシングル「ラベンダー・ブルー」を配信リリースしソロ歌手としてデビュー。また5月4日には、ワンマンライブ『Hina Suguta 1st LIVE -Sings-』を神奈川・SUPERNOVA KAWASAKIにて、昼・夜2部制で開催した。

## 人物
声優を志すに当たり、作品『銀魂』に影響を受け、特に登場キャラクターの坂田銀時と会話をしてみたかったと話している。保育士として勤めていた頃に子供たちのアニメ作品に対する関心の高さを知り、声優として子供向け作品の収録に参加することを目指しているという。
なお本人のプロフィールによれば、趣味はヘアアレンジ、特技はギターと縁日としている。好きな食べ物にはイチゴと辛いものを挙げている。血液型はO型。
元22/7リーダーの帆風千春とは保育士時代からの友人である。
小学校手前までを香港やシンガポールで過ごした帰国子女であり、関西に帰国するまでは英語が話せたという。

## 出演
太字はメインキャラクター。

### テレビアニメ
2018年
- Caligula -カリギュラ- - ノンクレジット

2019年
- 臨死!!江古田ちゃん（田中さん）
- 消滅都市（ハルカ、女子高校生）
- ダンベル何キロ持てる?（女学生）

2020年
- うちタマ?! 〜うちのタマ知りませんか?〜（子供）
- BanG Dream! ガルパ☆ピコ（2020年 - 2022年、桐ヶ谷透子） - 2シリーズ
- エタニティ 〜深夜の濡恋ちゃんねる♡〜（楠木真紀、女子社員、女性社員A） -  通常版

2022年
- その着せ替え人形は恋をする（2022年 - 2025年、喜多川海夢） - 2シリーズ
- バンドリ! ガールズバンドパーティ! 5th Anniversary Animation -CiRCLE THANKS PARTY!-（桐ヶ谷透子）
- BanG Dream! Morfonication（桐ヶ谷透子）
- よふかしのうた（ユラ）
- 永久少年 Eternal Boys（女子生徒）

2023年
- 勇者が死んだ!（ドロシー・エレオノーラ）
- BanG Dream! シリーズ（2023年 - 2025年、桐ヶ谷透子） - 2シリーズ
- AIの遺電子（女性）
- シャングリラ・フロンティア（NPC受付）

2024年
- ひとりぼっちの異世界攻略（ギャルリーダー）

2025年
- 名探偵コナン（キャスター）
- TO BE HERO X（シア・チン）
- サイレント・ウィッチ 沈黙の魔女の隠しごと（ケイシー・グローヴ）
- さわらないで小手指くん（楠木アロマ）

### 劇場アニメ
- BanG Dream! FILM LIVE 2nd Stage（2021年、桐ヶ谷透子[33]）
- 劇場版 呪術廻戦 0（2021年、斉藤娘）
- 劇場版 BanG Dream! ぽっぴん'どりーむ!（2022年、桐ヶ谷透子）
- 怪盗クイーンの優雅な休暇（2025年、ロク）[34]

### Webアニメ
- ベイブレードバースト ガチ（2019年、レポーターC）
- コタローは1人暮らし（2022年、澤口）
- モダンラブ・東京〜さまざまな愛の形〜（2022年、大沢カナ[35]）
- LUPIN ZERO（2022年、女生徒B）
- 崩壊:スターレイル ショートアニメ（2024年、桂乃芬）

### ゲーム
2018年
- 消滅都市2（ハルカ）

2019年
- ヘルプ!!!恋が丘学園おたすけ部（来栖きらり）

2020年
- バンドリ! ガールズバンドパーティ!（2020年 - 2023年、桐ヶ谷透子）
- けものフレンズ3（カムチャッカオオヒグマ）
- ブラウンダスト（アシュリー、ディアナ）

2022年
- 共闘ことばRPG コトダマン（オリガン、ニヤ流キツケ）
- 麻雀一番街（夏海真凜、小倉奏）

2023年
- 八月のシンデレラナイン（西宮アリス）
- 駅メモ！ -ステーションメモリーズ！-（品川めぐる〈2代目〉）
- アサルトリリィ Last Bullet（苅谷緋紅）
- 勝利の女神:NIKKE（ナガ）
- 崩壊:スターレイル（桂乃芬）
- 放置少女〜百花繚乱の萌姫たち〜（重黎、ウッドハート）
- サンローラン騎士団（ガイア）
- ドラゴンクエストモンスターズ3 魔族の王子とエルフの旅（アゲぴぴ）
- グランドサマナーズ（カナリア）

2024年
- モンスターストライク（赤兎馬、赤馬乃もみ）
- ユニコーンオーバーロード（スカーレット、ノルベール）
- アズールレーン（渡良瀬）
- ドルフィンウェーブ（羽仁原はる）

2025年
- グランブルーファンタジー（シェリーネ）
- ブラウンダスト2（ヴェイラ）

### テレビドラマ
- 孤独のグルメSeason8 第11話    （2019年12月14日、テレビ東京） - 店員B 役
- サ道 2024SP 誰しも何かを胸にととのう（2024年、マミ）（声の出演）

### 吹き替え

#### ドラマ
- フォッシー&ヴァードン 〜ブロードウェイに輝く生涯〜（2020年）[2]

#### アニメ
- アナと雪の女王2（2019年）
- おうこくのめいたんてい ミラ（2020年、ミーナ）
- ハロー ワールド! 森のいのちの物語（2021年、コウモリ[60]）
- 小石の丘（2023年、モグラの子ども[61]）
- 女神降臨（2024年、イム・ジュギョン[62]）

### ラジオ
※はインターネット配信。
- モニカラジオ（2020年 - 2022年、YouTube※）
- 直田姫奈と帆風千春の「ふたラジ！！」（2020年、超!A&G+※）[63]
- その着せ替え人形はラジオをする（2021年 - 2025年、音泉※・YouTube※） - 2シリーズ[一覧 4]
- らしんばんラジオ（2022年5月、2023年7月 - 12月）[65][66]
- 直田姫奈のFEVER -ラジオ計画-（2025年、AuDee）[67]

### インターネット番組
- SPR5生放送 SPR5の夢への第一歩 - YouTube
- SPR5ラジオ番組　「SPRadio5 #1」 - YouTube
- アニメディア連動企画「お前は誰だ？」 - YouTube
- ひなまるーむ（SHOWROOM）[68]
- MORFONICAL/もるふぉにかる（2020年 、YouTube）
- 直田姫奈の#ひなまるーむ（2021年 - 、ニコニコ生放送）[8][69]
- ひなとちはるのおうち時間（2022年 - 、OPENREC.tv）[70]

### ナレーション
- 原宿 eSCRAMBLE（2023年 - 2024年、BS12）[71]
- きつねのメタゲーNIGHT!（2024年 - 2025年、BS12）[72]

### ASMR
- ワンとらっ!〜キャンプ場で焚き火を眺めて（2022年、鈴代つむぎ[73]）
- あなたにエール!〜構いたがり幼馴染ががんばるあなたとおうちでバカンスタイム!〜（2023年、夏原かんな[74]）
- いえカノ〜口下手エンジニアな恋人と、ものづくりの一日〜（2023年、安土山須攻梨[75]）

### 朗読劇
- 朗読劇「君の膵臓をたべたい」（2022年12月10日・11日、ニッショーホール） - 山内桜良 役[76]
- 朗読劇「鬼の花嫁」（2023年11月18日、はまぎんホール ヴィアマーレ） - 柚子 役[77]
- 声優朗読劇フォアレーゼン「〜ノートル＝ダム・ド・パリ〜」（2024年1月21日、丹波篠山市立田園交響ホール）[78]
- 江戸川乱歩 名作朗読劇「怪人二十面相－暗黒星－」（2024年3月3日、博品館劇場） [79]
- 声優×芸人 朗読劇「WARAI-GOE〜encore〜」（2024年3月10日、赤坂RED/THEATER）[80]
- 声優朗読劇フォアレーゼン「〜アクション・ペインター 白髪一雄〜」（2024年8月25日、あましんアルカイックホール）[81]
- 朗読劇「銀河鉄道の夜」（2025年7月19日、TACCS1179） - カンパネルラ 役[82]

### CM
- 中外製薬CM（佐々木）[2]
- ピッコマ[83]
- 株式会社カカクコム「求人ボックス」[84][85]

### その他コンテンツ
- ハニートラップ・シェアハウス PV（2022年、セラフィ[86]）
- 問題児の私たちを変えたのは、同じクラスの茂中先輩 PV（2022年、白坂キラ[87]）
- TVアニメ「その着せ替え人形は恋をする」海夢アラーム（2022年）[88]
- Akatsuki Games プロジェクト暁「Presentation Tailer」（2023年、紗鏡魅音[89]）
- バイト先の先輩が高校生じゃなかった話 PV（2024年）[90]
- アニコミ「魔寄せ宮女、孤高の祓魔師に拾われました」（2024年、一茜[91]）

## ディスコグラフィ

### 配信シングル
| 発売日         | タイトル           | 規格品番   | 備考          |
| -------------- | ------------------ | ---------- | ------------- |
| 2024年4月17日  | ラベンダー・ブルー | COKM-44838 | [ 14 ]        |
| 2024年7月24日  | My Truth           | COKM-45166 | [ 92 ] [ 93 ] |
| 2024年10月23日 | ばっかだな         | COKM-45287 | [ 94 ] [ 95 ] |

### アルバム
| 発売日        | タイトル             | 規格品番   | 備考             |
| ------------- | -------------------- | ---------- | ---------------- |
| 2025年6月11日 | FEVER -僕たちの計画- | COCX-42480 | 初のCD発売作品。 |

### キャラクターソング
| 発売日         | 商品名                 | 歌                                                                                 | 楽曲                                                                                      | 備考                                       |
| -------------- | ---------------------- | ---------------------------------------------------------------------------------- | ----------------------------------------------------------------------------------------- | ------------------------------------------ |
| 2018年8月17日  | インコンプリートノーツ | SPR5                                                                               | 「インコンプリートノーツ」 「グッデイサンシャイン！」 「恋の魔法」                        | ゲーム『消滅都市2』関連曲                  |
| 2018年12月2日  | ファイブ！サスペクツ！ | SPR5                                                                               | 「ファイブ！サスペクツ！」                                                                | ゲーム『消滅都市2』関連曲                  |
| 2019年1月9日   | Supreme Revolution     | SPR5                                                                               | 「ファイブ！サスペクツ！」 「アルキオネ」 「気持ちはWhite Xmas」 「幾千の星が輝く夜空で」 | ゲーム『消滅都市2』関連曲                  |
| 2019年1月9日   | Supreme Revolution     | ハルカ（直田姫奈）、ホムラ（社本悠）                                               | 「キミがいた季節」                                                                        | ゲーム『消滅都市2』関連曲                  |
| 2019年1月9日   | Supreme Revolution     | ハルカ（直田姫奈）                                                                 | 「いつか孤独を満たすまで」                                                                | ゲーム『消滅都市2』関連曲                  |
| 2019年4月24日  | With Your Breath       | SPR5                                                                               | 「With Your Breath」                                                                      | テレビアニメ『消滅都市』エンディングテーマ |
| 2019年4月24日  | With Your Breath       | SPR5                                                                               | 「夢の向こう側へ」                                                                        | ゲーム『AFTERLOST - 消滅都市』関連曲       |
| 2023年11月13日 | Secret Mission!        | のぞみ（ブリドカットセーラ恵美）、妹尾まりか（佐々木未来）、品川めぐる（直田姫奈） | 「Secret Mission!」 「ミライメモリーズ！」                                                | ゲーム『ステーションメモリーズ!』関連曲    |
| 2023年11月13日 | Secret Mission!        | 品川めぐる（直田姫奈）                                                             | 「自分の機嫌じゃん。」                                                                    | ゲーム『ステーションメモリーズ!』関連曲    |
| 2024年2月7日   | 運命のトリニティ       | クエレブレ                                                                         | 「REFLECTIONS（クエレブレver.）」                                                         | ゲーム『アサルトリリィ Last Bullet』関連曲 |

## ライブ・イベント

### 単独公演
- 直田姫奈バースデーイベント（2019年4月17日[2]）
- Hina Suguta 1st LIVE -Sings-（2024年5月4日、SUPERNOVA KAWASAKI[15]）
- 直田姫奈 アコースティックライブ2024 -ばっかだな-（2024年11月3日、東京・秋葉原ハンドレッド2[98]）

### フェス・イベント
- Animelo Summer Live 2018 "OK!" DAMアーティストライブステージ（2018年8月25日[99]）
- supreme Revolution（2019年3月17日[2]）
- AnimeJapan2019（2019年3月24日[2]）

## デジタルフォトブック
- 直田姫奈フォトブック「おきた？」（2023年1月31日、週刊プレイボーイ）[100]
- 千春＆直田姫奈フォトブック〜特装合本版〜（2023年1月31日、週刊プレイボーイ）[100]

### シリーズ一覧
1. ↑  第2期『〜大盛り〜』（2020年）、第3期『ふぃーばー！』（2021年 - 2022年）
2. ↑  Season 1（2022年）、Season 2（2025年[25][26]）
3. ↑  『It's MyGO!!!!!』（2023年）、『Ave Mujica』（2025年）
4. ↑  Season 1（2021年 - 2022年）[64]、Season 2（2025年）

### 初出話一覧
1. ↑  第13話初出
2. ↑  第1話初出
3. ↑  第7話初出
4. ↑  It's MyGO!!!!! 第3話初出
5. 1 2  第6話初出
6. ↑  第2話初出
7. ↑  第1155話初出
8. 1 2  第5話初出

### ユニットメンバー
1. 1 2  ホムラ（社本悠）、ナミ（岩井映美里）、ハルカ（直田姫奈）、レナ（大西亜玖璃）、ユア（園山ひかり）
2. ↑  松村優珂（集貝はな）、牧野美岳（河瀬茉希）、賀川蒔菜（木野日菜）、森本結爾（指出毬亜）、苅谷緋紅（直田姫奈）